# Geierhaupt
Il Geierhaupt (2.417 m s.l.m.) è la montagna più alta dei Tauri di Seckau nelle Alpi dei Tauri orientali. Si trova nella Stiria a nord-ovest di Seckau.